# Гейвенсвілл (Канзас)
Гейвенсвілл (англ. Havensville) — місто (англ. city) в США, в окрузі Поттаватомі штату Канзас. Населення — 119 осіб (2020).

## Географія
Гейвенсвілл розташований за координатами 39°30′41″ пн. ш. 96°4′35″ зх. д. / 39.51139° пн. ш. 96.07639° зх. д. (39.511265, -96.076471).  За даними Бюро перепису населення США в 2010 році місто мало площу 0,38 км², уся площа — суходіл.

## Демографія
Згідно з переписом 2010 року, у місті мешкали 133 особи в 58 домогосподарствах у складі 41 родини. Густота населення становила 351 особа/км².  Було 73 помешкання (193/км²).
Расовий склад населення:
| - 98,5 % — білих |

До двох чи більше рас належало 0,8 %. Частка іспаномовних становила 3,8 % від усіх жителів.
За віковим діапазоном населення розподілялося таким чином: 20,3 % — особи молодші 18 років, 66,9 % — особи у віці 18—64 років, 12,8 % — особи у віці 65 років та старші. Медіана віку мешканця становила 45,8 року. На 100 осіб жіночої статі у місті припадало 125,4 чоловіків;  на 100 жінок у віці від 18 років та старших — 103,8 чоловіків також старших 18 років.
Середній дохід на одне домашнє господарство  становив 64 447 доларів США (медіана — 61 250), а середній дохід на одну сім'ю — 91 106 доларів (медіана — 99 688). За межею бідності перебувало 22,3 % осіб, у тому числі 28,6 % дітей у віці до 18 років та 44,0 % осіб у віці 65 років та старших.
Цивільне працевлаштоване населення становило 75 осіб. Основні галузі зайнятості: освіта, охорона здоров'я та соціальна допомога — 25,3 %, виробництво — 21,3 %, транспорт — 16,0 %, будівництво — 14,7 %.